# Sarpourenx
Sarpourenx – miejscowość i gmina we Francji, w regionie Nowa Akwitania, w departamencie Pireneje Atlantyckie.
Według danych na rok 1990 gminę zamieszkiwało 220 osób, a gęstość zaludnienia wynosiła 66 osób/km² (wśród 2290 gmin Akwitanii Sarpourenx plasuje się na 957. miejscu pod względem liczby ludności, natomiast pod względem powierzchni na miejscu 1522.).